# 长圆叶树萝卜
长圆叶树萝卜（学名：Agapetes oblonga）为杜鹃花科树萝卜属下的一个变种。

## 扩展阅读
維基物種上的相關：长圆叶树萝卜